# Puente de las Tablas
El puente de las Tablas, más conocido popularmente como puente Tablas, está situado en el km 5 de la carretera  JA-3102  sobre el río Guadalbullón (Andalucía, España). Fue construido en el siglo XVIII.

## Descripción
Es un bello puente de obra destacable con un diseño particular, de perfil alomado, muy simétrico, con tres bóvedas de cañón, de cuidada sillería, con paramentos verticales, pretiles con ortostatos y estribos con aletas en vuelta, también de sillería. Posee dos hermosas pilas con tajamares semicirculares aguas abajo, y triangulares aguas arriba, con sombreretes escalonados.
Las bóvedas laterales, tienen una luz de 10,2 m, por 12,6 m de la bóveda central. El espesor de las pilas, es de 2,4 m.

## Historia
En el lugar que ocupa, en el camino desde Jaén hacia La Guardia, existió anteriormente otro puente que, en 1776 se encontraba totalmente arruinado. Dos años después, en 1778 se construyó el actual, conforme al proyecto del maestro Manuel de Godoy.